# عمر باشا الوائلي
عمر باشا الوائلي سياسي عثماني أصبح والياً على بغداد لثلاث مرات، في الأولى خلفاً للوالي قبلان مصطفى باشا من 30 رمضان 1088 ه‍، إلى غرة جمادي الأولى 1092 ه‍ (1677-1681م). والثانية خلفاً للوالي إبراهيم باشا الطويل إبتدأت في غرة شوال 1095 ه‍، إلى 3 ذي القعدة 1098 ه‍ (1684-1687 م). والثالثة ابتدأت سنة 1099 ه‍، إلى 1101 ه‍، (1688-1689 م). وقد جاء في تاريخ محاسن بغداد ان عمر باشا الوائلي في الولاية الثالثة قد خلف الوالي سارخوش أحمد باشا واسمه (أحمد باشا البوشناق) سنة (1098ه‍ -1687م).